# 近鉄1010系電車
1010系電車（1010けいでんしゃ）は、近畿日本鉄道（近鉄）が導入した一般車両（通勤形電車）である。電算記号はT（10番台）。
当初は京都線の920系として登場し、名古屋線への転属の際に1010系に改番された。本項では京都線時代の920系電車についても記述する。

## 920系
1972年登場。当時、京都線で使用されていた600系などの小型車置き換えと輸送力増強を目的に920系として登場した。難波・京都寄りからモ920（奇数） + モ920（偶数） + ク970形で3両編成を組成し、5編成15両が製造された。
一部の走行機器を600系から流用して製造された吊り掛け駆動方式の旧性能車で、電気ブレーキも装備していなかったため、通常の営業運転時では京都線・橿原線・天理線、奈良線大和西大寺駅 - 近鉄奈良駅間の運用に限定されていた。
| ← 京都近鉄奈良・天理・橿原神宮前 → |                   |            |
| Mc モ920形（奇数）                 | M モ920形（偶数） | Tc ク970形 |

### 車体
車体は8400系と同等の普通鋼製で、乗降扉は片側4箇所、座席はロングシートで、車両間の貫通路は幅の広いものとなっている。製造当初は冷房装置が省略されていた。

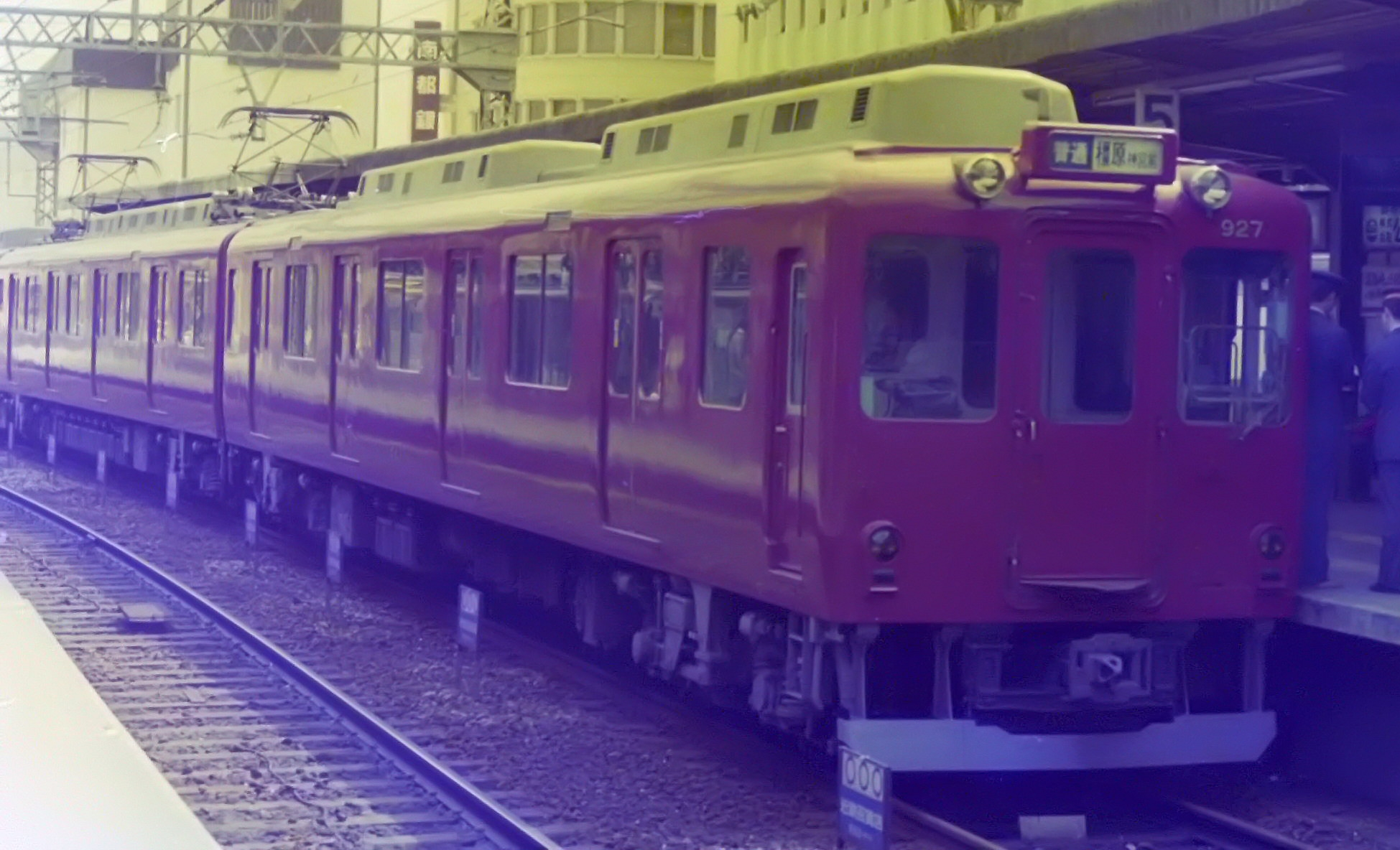
モ927 1986年9月 西大寺駅

### 主要機器（製造当初）
先述の通り600系の一部機器を流用したため、駆動方式は吊り掛け駆動方式、主電動機はMB-213AF（出力は140 kW）、制御装置は三菱電機製のABFを搭載し、以上の電装品は1969年に実施された奈良線・京都線の架線電圧1,500 V昇圧工事の際に新製されたものである。
電動車の台車は将来のカルダン駆動方式化を想定して空気ばね台車KD-74を新造したが、制御車の台車は廃車発生品を流用した（後年、奈良線の廃車発生品の金属ばね台車KD-51H（空気ばね台車KD-64A）に交換）。
制動装置はHSCである。集電装置は菱形式のPT-42がモ920形（偶数）に2基装備された。
また、歯車比は製造当初、2.29(24:55)であったが、カルダン駆動に改造の際に5.47(15:82)としている。

### 冷房化と新性能化
920系時代の1982年2月から11月にかけて冷房化と車体前面の方向幕設置、制御方式を抵抗制御から界磁位相制御、駆動方式を吊り掛け駆動方式からカルダン駆動方式に変更する新性能化が行われた。
制御器は8000系の回生ブレーキ化によって発生したMMC制御器を流用して改造した日立製作所製MMC-HTR-20E、主電動機は廃車となった10100系の三菱電機製MB-3020Eに交換され、出力は125 kWから132 kWに増強された。これにより、回生ブレーキが使用可能になったが、集電装置の配置変更は省略されている。
空気圧縮機はHS-10をMc車、電動発電機は日立製HG-634をTc車に搭載した。WNドライブ変更後の車両性能は1000系の3両編成車と同一で、最高速度は110 km/hである。

## 名古屋線転属と1010系への形式変更
京都線・橿原線での3両編成による運用が減少したため、1987年7月から1989年11月にかけて全編成が名古屋線に転属するに当たり、方向転換と連結器の高さ変更とTc車の正面渡り板交換、性能面や機器面でほぼ同一となっていた1000系に続く名古屋寄りからク1110形 - モ1060形 - モ1010形に改番が行われ、形式が1010系に変更された。
京都線車両を出自とするため、全線共通仕様の車体を持つVVVFインバータ制御車が投入されるまでは名古屋線車両で唯一幅2800 mmの裾絞り車体を持っていた。
| ← 近鉄名古屋伊勢中川 → |            |             |
| Tc ク1110形            | M モ1060形 | Mc モ1010形 |

## 改造（1010系）

### 車体更新
1992年から1993年にかけて全編成に車体側面の方向幕設置を中心とする車体更新が行われた。

### ク1110形の台車交換
前述の車体更新後に全編成、後述のB更新・ワンマン運転対応改造時に1012F・1013F・1015Fにク1110形の台車交換が行われた。

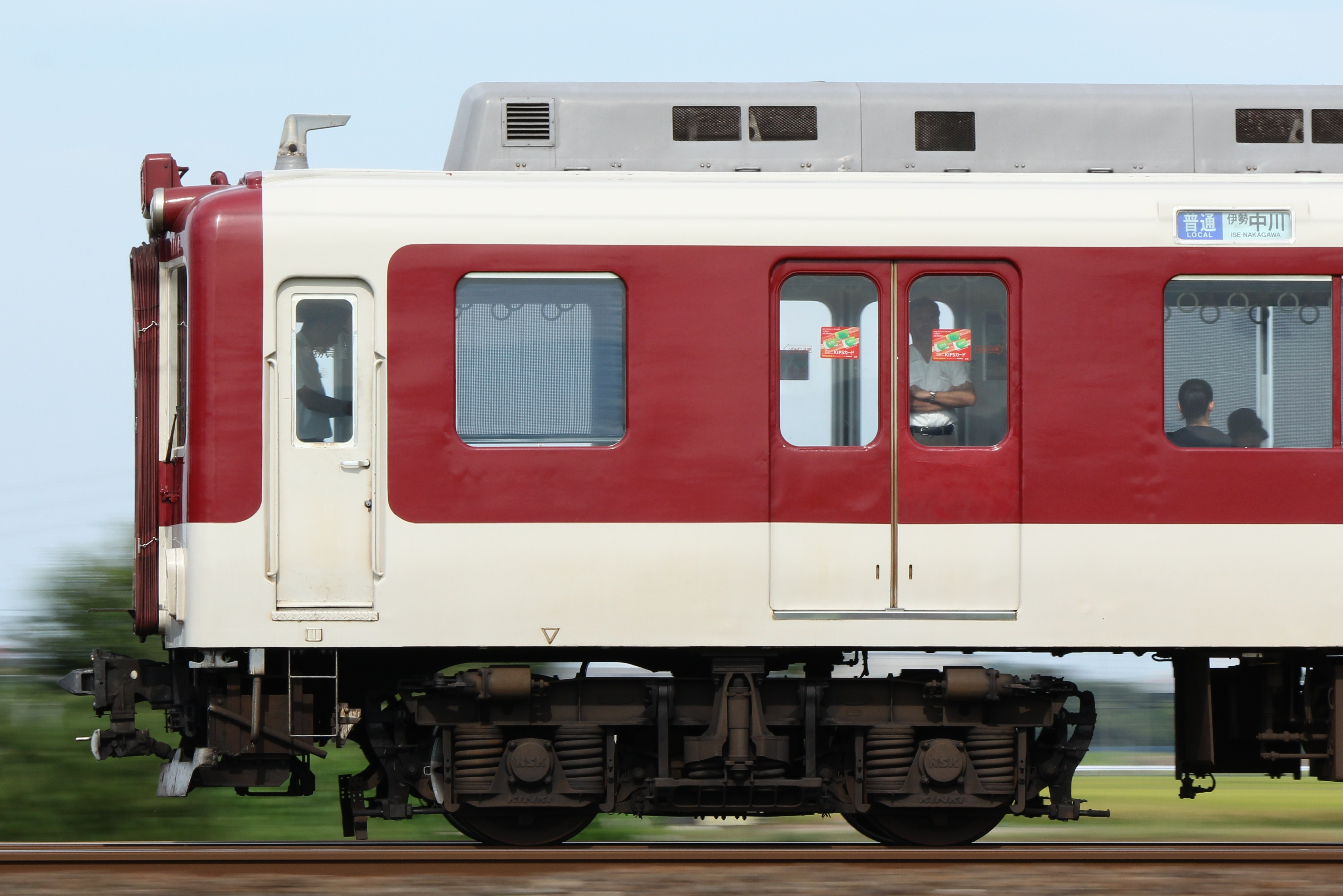
コイルばね台車KD-51Hを履く車両

### B更新・ワンマン化改造
2006年7月から2014年9月にかけて1012F・1013F・1015F・モ1060形モ1066（元モ1064）に車体の内外装材交換を中心とする2回目の車体更新（B更新）とワンマン運転対応改造が高安検修センターにて行われた。

### 転落防止幌設置
後年、B更新施工・未施工およびワンマン運転対応・非対応を問わずに全編成に車体連結部の転落防止幌設置が行われた。

### 火災事故復旧と組成変更・改番

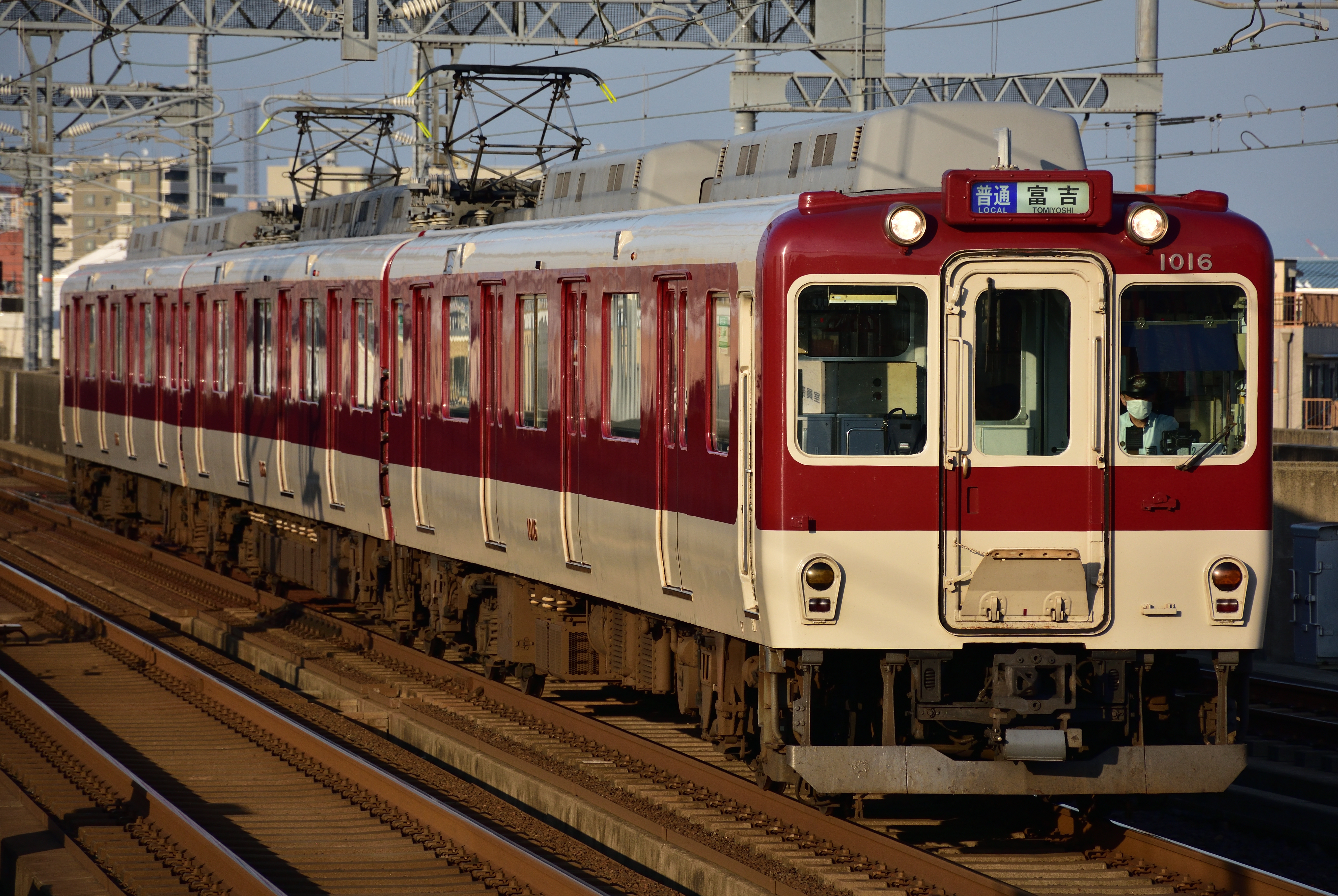
1010系1016F（2023年）

1012Fは2008年8月12日に鈴鹿線三日市駅で停車中、復旧後の2011年1月2日に同一区間を走行中にモ1060形モ1062の床下から発煙する列車火災事故（近鉄鈴鹿線三日市駅構内列車火災事故）で被災しており、一旦塩浜検修車庫に留置された。1012Fは1014Fと共に五位堂検修車庫に自力回送され、組成変更と改番を経て2013年11月30日から営業運転に復帰した。
名古屋寄りからク1112 + モ1064 + モ1012に組み替え、ク1110形ク1112はク1116、モ1060形モ1064はモ1066、モ1010形モ1012はモ1016に改番が行われ、1016F（電算記号：T16）として営業運転に復帰した。両先頭車は1012F時代にB更新とワンマン化が行われていたが、中間車のモ1066はB更新とワンマン化が行われていなかったため、先頭車と中間車で内外装材の異なる3両固定編成となっていた。
余剰となったク1110形ク1114・モ1010形モ1014・モ1060形モ1062は一旦高安検車区に留置された。ク1114・モ1014は2013年12月に廃車、モ1062は2014年に奈良線8600系へ改番編入された。

### 奈良線8600系への編入

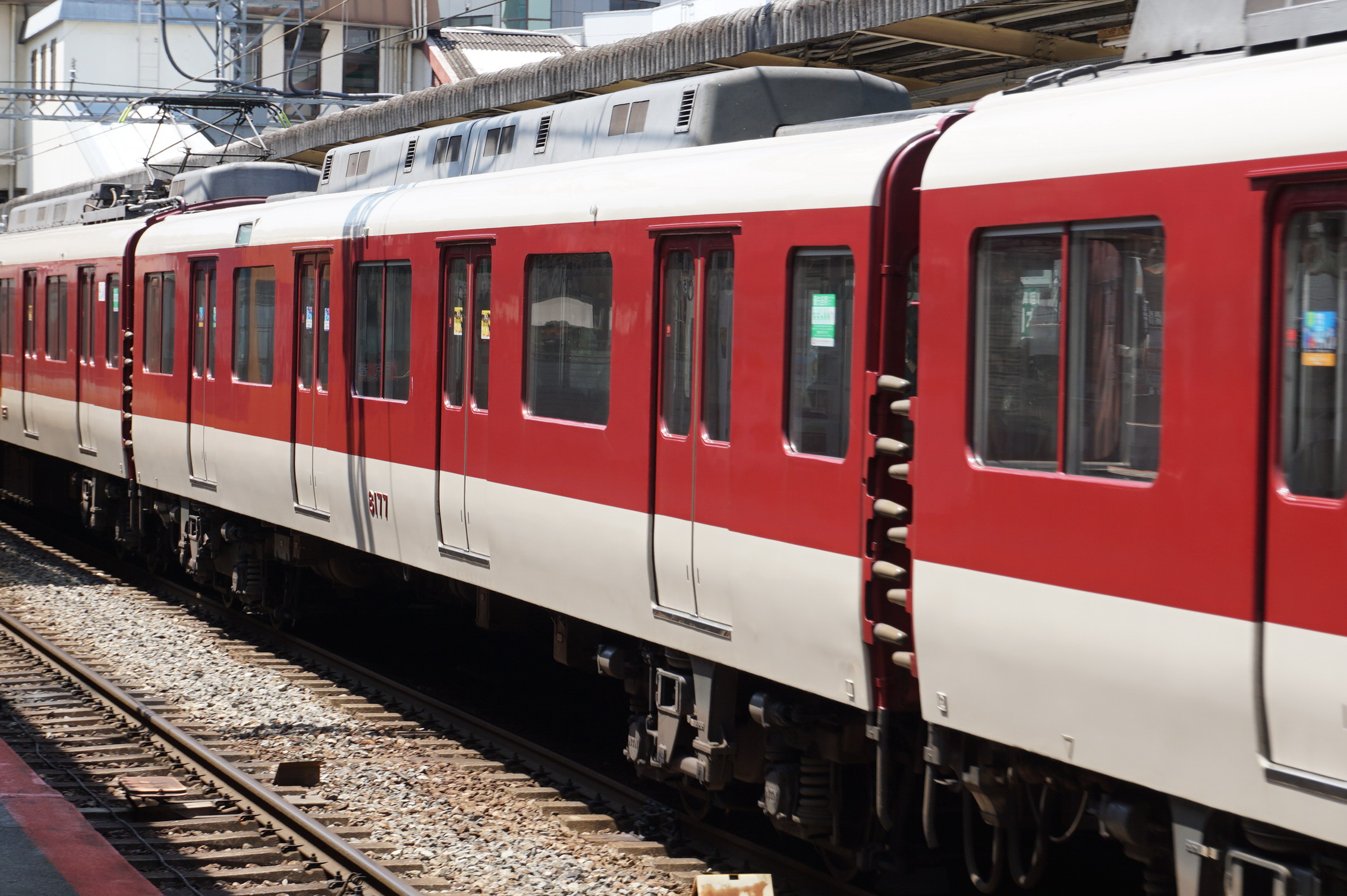
8600系サ8177（2015年）

2014年9月にモ1060形モ1062が電装解除の上でサ8177に改番が行われ、車齢の高いサ8167を置き換えるため8600系8617Fに編入された。これにより同車は920系時代に運用された奈良・京都線系統に再入線することとなった。置き換えられたサ8167は元8000系モ8000形モ8059で、1972年に奈良線の菖蒲池駅付近で発生した爆破事件の被災車両であった。
サ8177は1012F時代に車体連結部の転落防止幌設置が行われたため、他の8600系T車とは前後逆の窓配置かつ車体断面の異なる4両固定編成となった。
その後、2024年9月に8617Fの廃車に伴い、サ8177も廃車となった。

## 運用
名古屋線の準急・普通列車を中心に、平日早朝の山田線・鳥羽線の普通列車（車掌乗務）でも運用されている。ワンマン運転対応編成は上記運用のほかに湯の山線・鈴鹿線でも運用されている。
2024年10月現在ではク1110形ク1114・モ1010形モ1014以外に1010系として廃車された車両は発生しておらず、1011F・1013F・1015F・1016Fの12両が明星検車区に配置されている。

## 編成一覧（1010系）
|       | B更新出場           | ワンマン対応     | 廃車                   |
| ----- | ------------------- | ---------------- | ---------------------- |
| 1011F | 未施工              | 非対応           | 運用中                 |
| 1012F | 2006年7月           | 対応済           | 中間車のみ2024年9月    |
| 1013F | 2007年8月           | 対応済           | 運用中                 |
| 1014F | 中間車のみ2014年9月 | 中間車のみ対応済 | 両先頭車のみ2013年12月 |
| 1015F | 2006年9月           | 対応済           | 運用中                 |
| 1016F | 施工済              | 対応済           | 運用中                 |